# Janez Pleteršek
Janez Pleteršek (Maribor, 19 giugno 1960) è un ex sciatore alpino jugoslavo, dal 1991 sloveno, che gareggiò per la nazionale jugoslava.

## Biografia
Pleteršek, specialista delle prove veloci, ai XIV Giochi olimpici invernali di Sarajevo 1984, sua unica presenza olimpica, si classificò 27º nella discesa libera; gareggiò anche in Coppa del Mondo, senza ottenere risultati di rilievo. Non prese parte a rassegne iridate.

## Palmarès

### Campionati jugoslavi
- 6 ori (discesa libera nel 1980; discesa libera nel 1982; discesa libera nel 1983; discesa libera nel 1984; discesa libera, combinata nel 1985)[2]